# Cis fuscipes
Cis fuscipes är en skalbaggsart som beskrevs av Mellié 1848. Cis fuscipes ingår i släktet Cis och familjen trädsvampborrare. Inga underarter finns listade i Catalogue of Life.